# Джеффрі Фортеш
Джеффрі Фортеш (порт. Jeffrey Fortes / фр. Jeffry Fortes; нар. 22 березня 1989, Роттердам, Нідерланди) — нідерландський та кабовердійський футболіст, правий захисник та опорний півзахисник нідерландського клубу «Де Графсхап» та національної збірної Кабо-Верде.

## Клубна кар'єра
Виступає на позиції лівого захисника. Футбольний шлях розпочав у скромному клубі СВ СВВ, після чого потрапив до структури «Дордрехта». У сезоні 2008/09 років дебютував за «Дордрехт», але грав дуже рідко (2 матчі в Еерстедивізі). З 2009 по 2012 рік перебував на контракті в «Ден Босха», одна за три роки так і не зіграв жодного офіційного матчу (5 разів потрапляв до заявки на поєдинки команди в національному чемпіонаті та 2 рази — у кубку). У 2012 році знову став гравцем «Дордрехта». У сезоні 2013/14 років допоміг «Дордрехту» вийти до Ередивізі. В еліті нідерландського футболу дебютував 9 серпня 2014 року в переможному (2:1) виїзному поєдинку проти «Геренвена», в якому вийшов на поле в стартовому складі. За підсумками сезону 2014/15 Фортес разом зкомандою вилетів з Ередівізі.
19 травня 2016 року підписав 2-річний контракт з «Ексельсіором». У січні 2020 року вільним агентом перейшов у роттердамську «Спарту». 12 серпня 2021 року підписав 1-річний контракт з «Де Графсхапом».

## Кар'єра в збірній
Народився в Нідерландах в родині вихідців з Кабо-Верде. У футболці національної збірної країни походження дебютував 15 жовтня 2014 року. У матчі кваліфікації Кубку африканських націй 2015 року його збірна з рахунком 1:0 обіграла Мозамбік. На 75-й хвилині єдиним голом у поєдинку відзначився співвітчизник Фортеса Елдон Рамуш. У січні 2015 року стартував з Кабо-Верде на чемпіонаті Африки, який проходив в Екваторіальній Гвінеї. У грудні 2014 року включений до списку гравців національної команди. На той час Джеффрі зіграв чотири матчі, в якому кабовердійці не зазнали жодної поразки. Збірній Кабо-Верде не вдалося подолати груповий етап, команда тричі зіграла в нічию (Фортеш у вище вказаних матчах не грав). У складі своєї національної команди 31 березня зіграв усі 90 хвилин у переможному (2:0) товариському поєдинку проти Португалії. Також став одним з гравців, які поїхали на Кубок африканських націй 2021 року.

## Статистика виступів

### Клубна
| Сезон   | Клуб         | Змагання     | Матчі | Голи |
| ------- | ------------ | ------------ | ----- | ---- |
| 2008/09 | «Дордрехт»   | Еерстедивізі | 3     | 0    |
| 2009/10 | «Ден Босх»   | Еерстедивізі | 0     | 0    |
| 2010/11 | «Ден Босх»   | Еерстедивізі | 0     | 0    |
| 2011/12 | «Ден Босх»   | Еерстедивізі | 0     | 0    |
| 2012/13 | «Дордрехт»   | Еерстедивізі | 26    | 1    |
| 2013/14 | «Дордрехт»   | Еерстедивізі | 34    | 4    |
| 2014/15 | «Дордрехт»   | Ередивізі    | 31    | 3    |
| 2015/16 | «Дордрехт»   | Еерстедивізі | 28    | 3    |
| 2016/17 | «Ексельсіор» | Ередивізі    | 20    | 1    |
| 2017/18 | «Ексельсіор» | Ередивізі    | 28    | 0    |
| 2018/19 | «Ексельсіор» | Ередивізі    | 32    | 4    |
| 2019/20 | «Ексельсіор» | Ередивізі    | 14    | 6    |

Станом на 23 листопада 2019

### У збірній
| Дата      | Місто | Господарі  | Результат | Гості        | Турнір                                    | Голи | Примітки |
| --------- | ----- | ---------- | --------- | ------------ | ----------------------------------------- | ---- | -------- |
| 9-1-2022  | Яунде | Ефіопія    | 0 – 1     | Кабо-Верде   | Кубок африканських націй 2021 - 1-й раунд | -    |          |
| 13-1-2022 | Яунде | Кабо-Верде | 0 – 1     | Буркіна-Фасо | Кубок африканських націй 2021 - 1-й раунд | -    | 82'      |
| Усього    |       | Матчів     | 2         |              | Голів                                     | 0    |          |